# Górnictwo

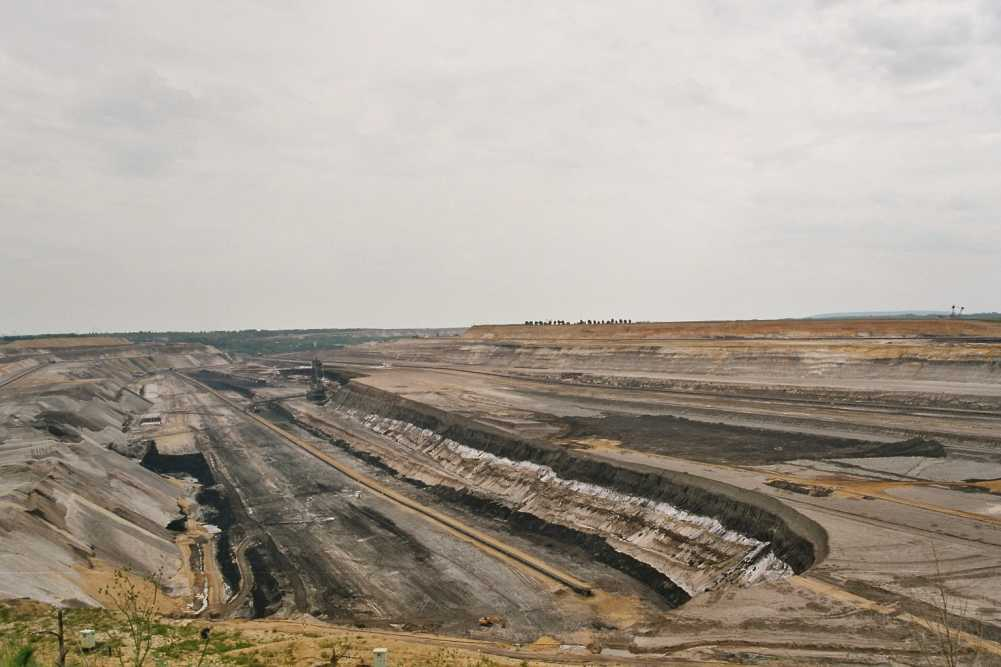
Kopalnia odkrywkowa Garzweiler, Niemcy

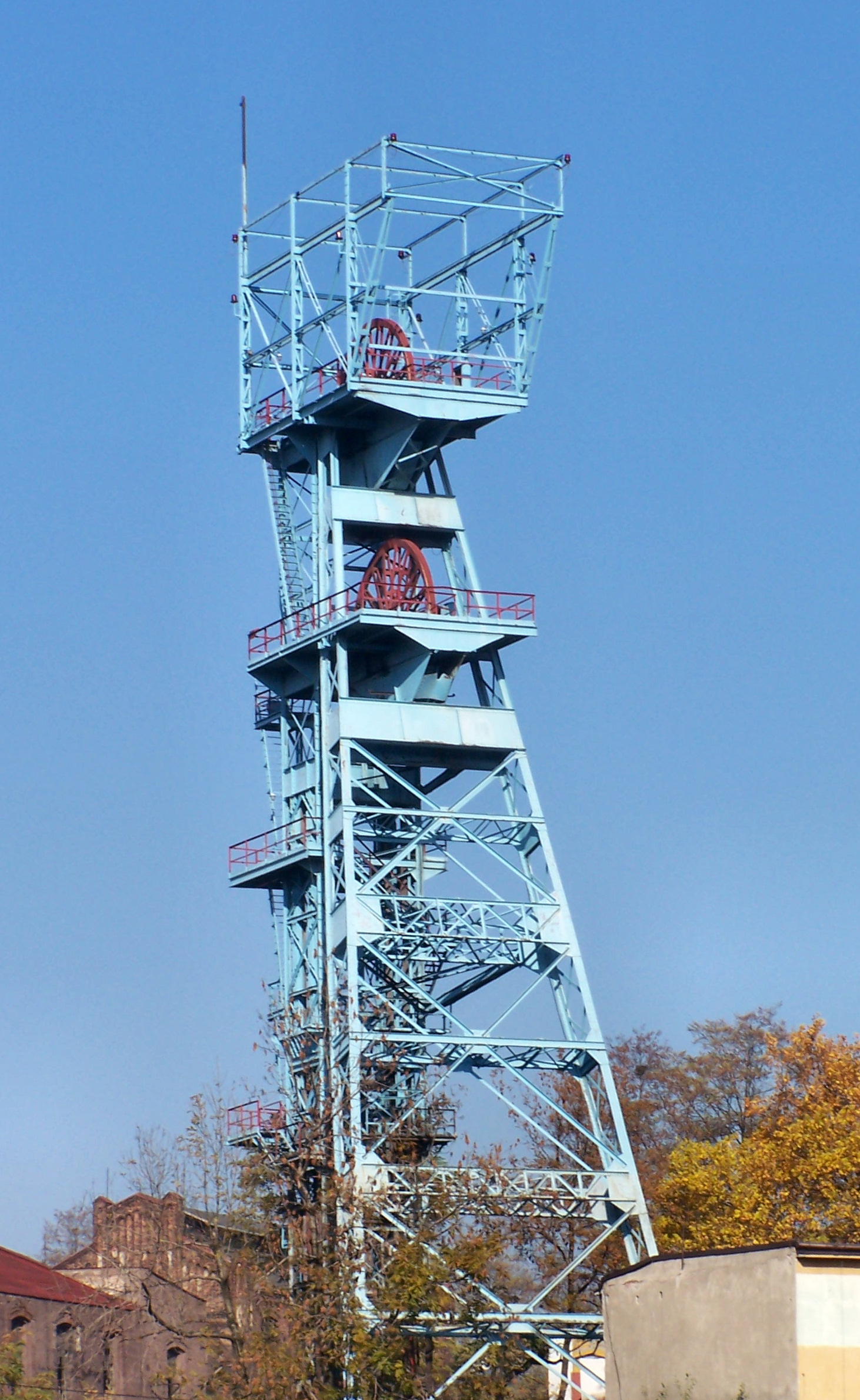
Wieża wyciągowa szybu "Warszawa" w KWK „Katowice” w Katowicach

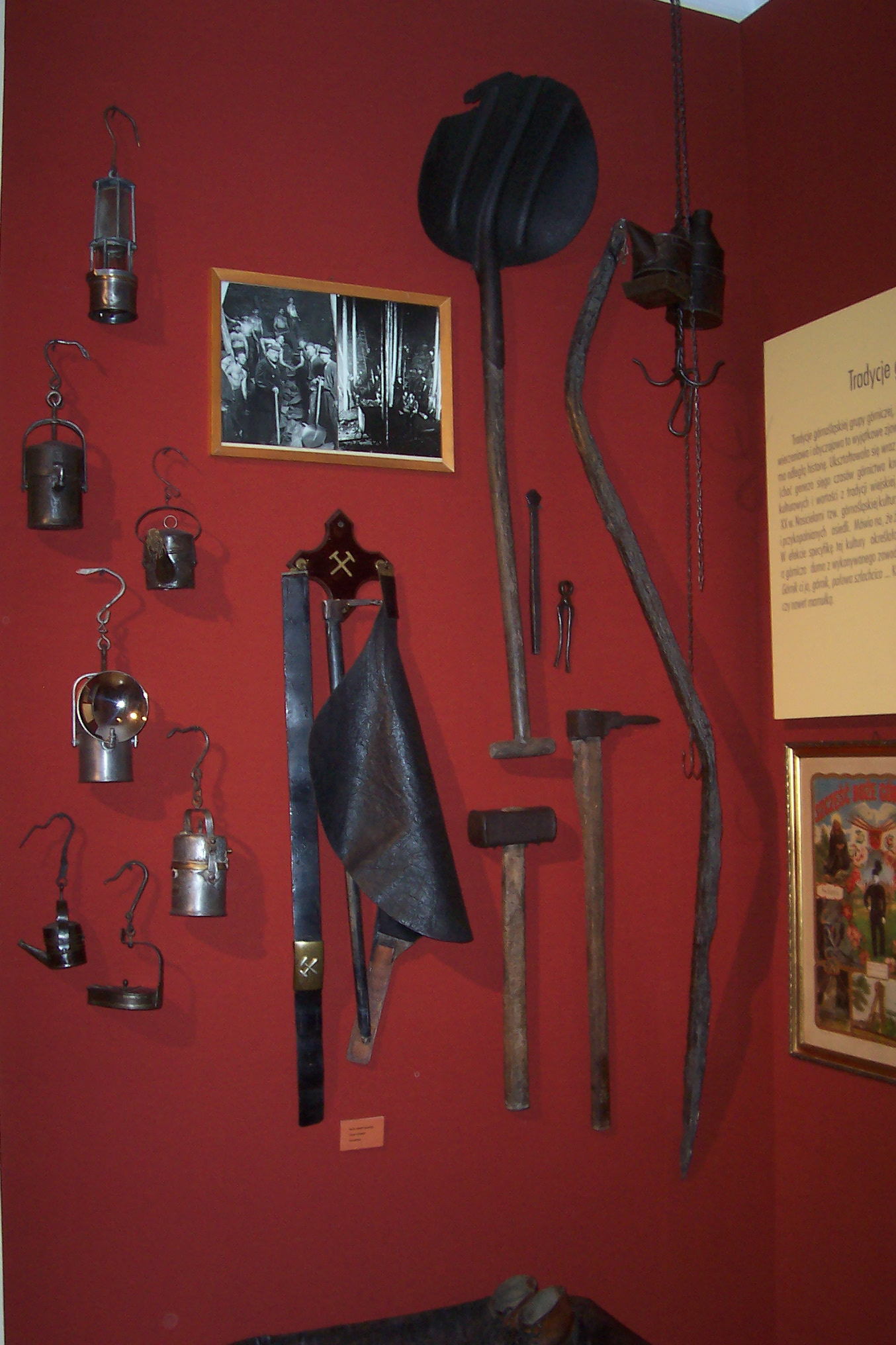
Stare narzędzia górnicze używane na terenie Śląska

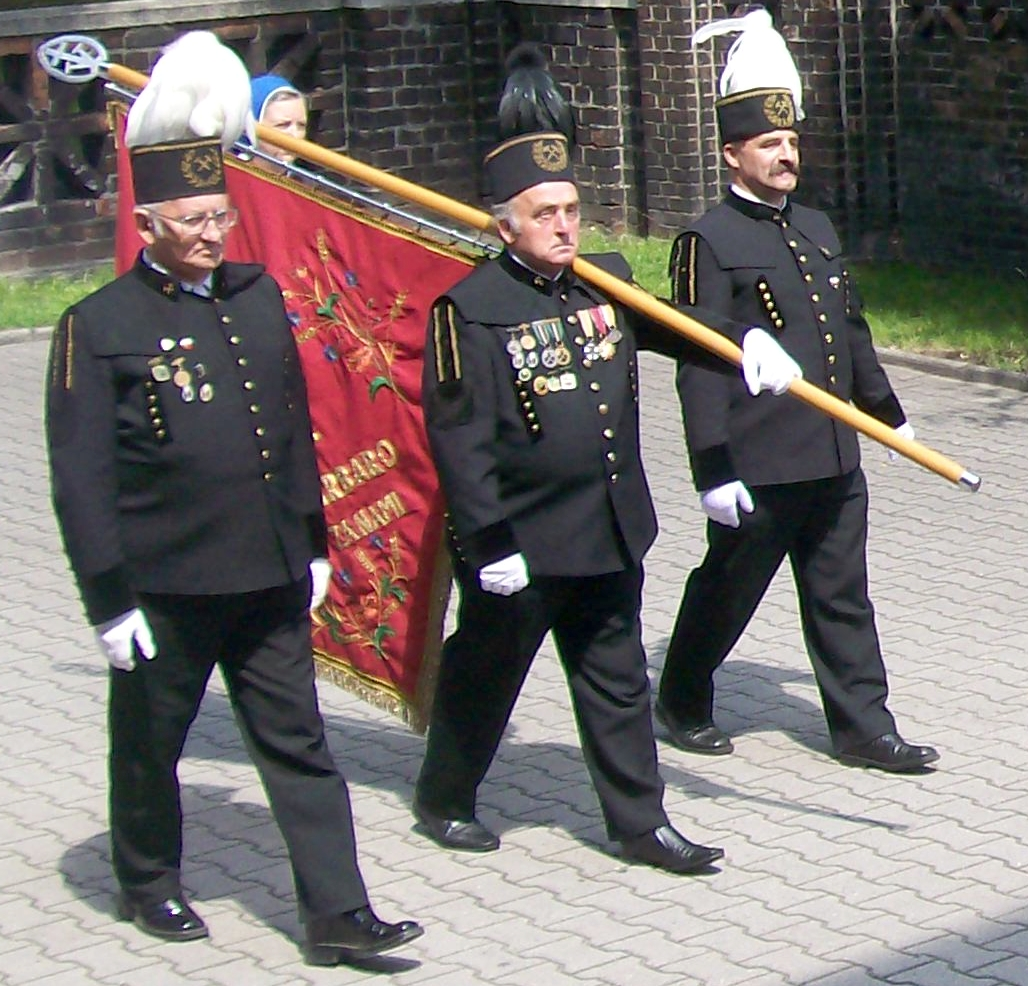
Poczet sztandarowy w mundurach górniczych

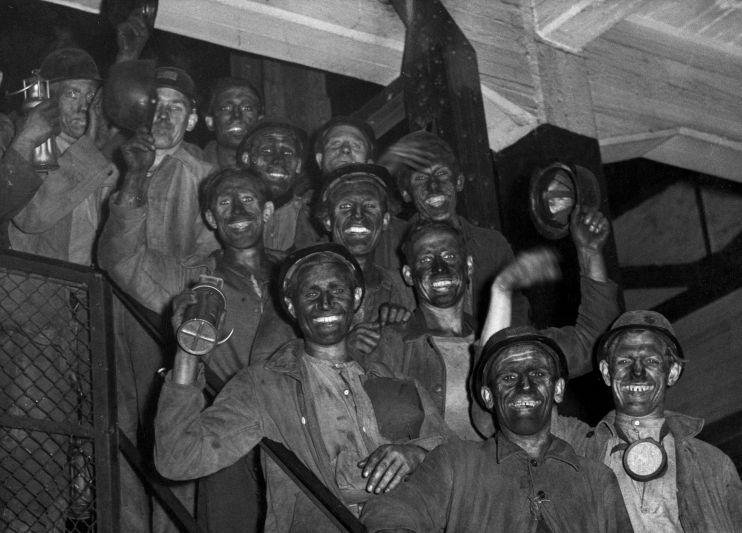
Górnicy po pracy (Limburgia (Holandia))

Górnictwo (kopalnictwo) – dziedzina przemysłu obejmująca ogół działalności zmierzającej do wydobycia kopaliny i jej przygotowania w procesie wzbogacania (obniżania zawartości zanieczyszczeń) do zastosowania w różnych dziedzinach przemysłu (wydobywanie surowców mineralnych lub organicznych, np. torfu, w kopalniach) bądź bezpośredniego wykorzystania w życiu codziennym.

## Podział
Kopalnie, ze względu na metodę wydobycia można podzielić na odkrywkowe, głębinowe i otworowe. Do materiałów często wydobywanych należą: boksyty, rudy żelaza, cyny, cynku, magnezu, manganu, miedzi, niklu, ołowiu, srebra, tytanu, uranu, diamenty, platyna, sól, węgiel, złoto, ropa naftowa, gaz ziemny. Inne wydobywane użyteczne materiały to: glina, piasek, żwir, granit, bazalt i wapień.
Górnictwo jako dziedzina nauki, zajmuje się:
- miernictwem górniczym i mapami górniczymi,
- robotami górniczymi: udostępniającymi, przygotowawczymi i wybierkowymi,
- technologią drążenia wyrobisk i eksploatacji różnego rodzaju kopalin sposobem: odkrywkowym, podziemnym i otworowym,
- przewietrzaniem kopalń,
- przeróbką mechaniczną kopalin,
- budową maszyn i urządzeń górniczych,
- dostarczaniem energii,
- transportem kopalnianym,
- odwadnianiem,
- zagrożeniami górniczymi: wodnymi, metanowymi, klimatycznymi, radiacyjnymi, tąpnięciami, osuwiskowymi, wstrząsami, wyrzutami gazu i skał, obwałami,
- systemami łączności i monitoringu,
- oddziaływaniem eksploatacji górniczej na środowisko,
- wydobywaniem kopaliny,
- składowaniem kopalin i skały płonnej,
- bezpieczeństwem pracy,
- prawem geologicznym i górniczym,
- organizacją procesów górniczych i zarządzaniem górniczymi podmiotami gospodarczymi.

Wiele technologii i metod opracowanych w górnictwie znalazło zastosowanie w innych dziedzinach przemysłu, np.: wykonywanie tuneli, przejść i magazynów podziemnych, głębokich wykopów itp.

## Górnictwo w Polsce
Rozwój górnictwa w Polsce przebiega od średniowiecza. W tamtym czasie podstawową jego gałęzią było górnictwo soli. Za panowania króla Kazimierza Wielkiego dochody z eksploatacji złóż solnych stanowiły 1/3 wpływów do budżetu państwa. Od przełomu XIX i XX w. węgiel kamienny stanowił siłę napędową gospodarki na Górnym Śląsku. W systemie gospodarczym PRL górnictwo węgla kamiennego zajęło szczególną rolę, a węgiel kamienny był najważniejszym surowcem przemysłowym, eksportowanym przez cały okres PRL. W związku z tym w okresie sześciolatki, unowocześniano stare kopalnie, ale również wybudowano od podstaw pierwszą nową Kopalnię Węgla Kamiennego 1 Maja w Wodzisławiu Śląskim, która dała początek Rybnickiemu Okręgowi Węglowemu.
W Polsce górnictwo jest najlepiej rozwinięte na Śląsku. Jest jedną z branż przemysłu charakteryzujących się wysokimi przywilejami emerytalnymi oraz pensjami o 89% wyższymi niż średnia w pozostałych gałęziach gospodarki (dla porównania w Niemczech o 10%). Równocześnie największe firmy w branży, jak Kompania Węglowa (obecnie: Polska Grupa Górnicza), borykają się ze spadającą rentownością wydobycia i zadłużeniem. W latach 2003-2013 sektor węglowy otrzymał łącznie ok. 10 mld zł pomocy publicznej w różnej postaci, przy czym suma odprowadzeń do budżetu państwa wyniosła ok. 100 miliardów złotych.